# NGC 7227
NGC 7227 (другие обозначения — PGC 68243, UGC 11942, MCG 6-48-15, ZWG 513.12) — линзообразная галактика (S0) в созвездии Ящерица.
Этот объект входит в число перечисленных в оригинальной редакции «Нового общего каталога».